# Ured za obnovu privrede NDH
Ured za obnovu privrede bio je ured pri Ministarstvu narodnog gospodarstva NDH, na čiji je prijedlog donesena zakonska odredba kojim je osnovan. Donesena je 3. svibnja 1941. godine. Ministru narodnog gospodarstva bila je povjerena je provedba odredbe i po potrebi je davao autentična tumačenja.
Osnovan je pri ministarstvu narodnog gospodarstva, odjelu za obrt, industriju i trgovinu. Određeno je da na čelu ureda stoji ravnatelj, koji je neposredno podčinjen odjelnom predstojniku. Organizaciju ureda ostavljena je ministru narodnog gospodarstva koji će ju propisati posebnim pravilnikom.
Zadaća ureda bila je:

a) vršiti nadzor i pregled privrednih poduzeća;

b) upravljati privrednim poduzećima, čiji je vlasnik ili odgovorni organ nepoznatog boravišta ili se udaljio
iz mjesta svoga boravišta na dulje vrijeme, a da nije dao potrebne odredbe i sredstva za daljnje vodjenje
poduzeća; 

c) upravljati poduzećima, koja su temeljem § 3. zakonske odredbe o redovitom poslovanju i sprečavanju sabotaže u privrednim poduzećima prešla u vlasništvo države;

d) vršiti otkup i prodaju privrednih poduzeća, dionica, zadružnih udjela, nekretnina i inih imovinskih objekata za račun države;

e) uz odobrenje ministra narodnog gospodarstva imenovati i otpuštati povjerenike u privrednim poduzećima; zaprisizati povjerenike, nadzirati rad povjerenika i davati im upute za vodstvo privrednih poduzeća;

f) vršiti i sve ostale poslove, koji mu se dodijele u rad.
Postupci, koji će se vršiti u zadaćama ureda padala su na teret dotičnog poduzeća prema postojećim propisima.  Svi pravni poslovi koje je ured vršio u svojem djelokrugu predvidjenom u opisu zadaća ne primjenjuju se odredbe uredbe o proračunu, računovodstvu i računskom sudu od 12. listopada 1939. god. s njenim kasnijim izmjenama i nadopunama. Ovi poslovi kada su se sklapali za račun države, bili su oprošteni su od svih vrsti taksa, poreza i inih pristojba.
Radi ocjene predmeta i saslušanja zainteresiranih privrednika u slučajevima iz opisa zadaća ureda određeno je osnivanje savjetodavna odbora kod ureda, koji se sastoji od predstavnika ministarstva i predstavnika privrede. Broj pojedinih predstavnika imao je odrediti odjelni predstojnik. Sjednicama savjetodavnog odbora predsjedavao je odjelni predstojnik i on je određivao dnevni red sjednice. U slučaju spriječenosti odjelnog predstojnika zamjenjivao ga je ravnatelj ureda.
Sva privredna poduzeća bila su dužna dati uredu najhitnije sve podatke, koje on bude tražio u vršenju svoje
nadležnosti. Osobni i stvarni izdaci za uredjenje ovoga ureda podmirivali su se iz redovitog proračuna odjela za obrt, industriju i trgovinu i kredita, koji će se naknadno odobriti.